# محمد حلیم یارقین
محمد‌‌ حلیم "یارقین" فرزند محمد کریم ذره عظیمی به تاریخ هشتم ماه میزان سال ١٣٢٩ خورشیدی مطابق با 1951 میلادی در گذر تکانه خانه شهر سرپل (مرکز ولایت سرپل) در یک خانواده روشن فکر, ادیب و آموزگار چشم به دنیا گشود.
پدرش محمد کریم ذره عظیمی, شاعر چندین زبانی (اوزبیکی, دری و پشتو), هنرمند و آموزگار, پدر کلانش استاد قاری محمد عظیم عظیمی عالم دین, ادیب و شاعر چند زبانی (اوزبیکی, دری , پشتو و عربی) شناخته شده کشور بود.

## زندگی شخصی:
حلیم یارقین متاهل بوده، همسرش نویسنده، شاعر و پژوهشگر کشور دکتور شفیقه یارقین است. آنها صاحب سه فرزند: یکی دختر و دو پسر اند.

## دوره آموزش و تحصیل:
محمد حلیم یارقین, آموزش های ابتدایی و متوسطه خود را درسال 1346 در مکتب منهاج سراج سرپل به پایان رسانیده,  شامل دارالمعلمین هرات و بعدآ کابل گردید.بعد از فراغت از دارالمعلمین, شامل دانشگاه کابل گردیده, در سال 1354 از فاکولته علوم طبیعی فراغت حاصل کرد.

## دوران خدمت:
حلیم یارقین از سال 1354 الی 1370 در لیسه "منهاج سراج" سرپل و لیسه حربی کابل به عنوان آموزگار فزیک و ریاضی ایفای وظیفه نمود. از سال 1371-1375 در ولایت جوزجان در بخش های فرهنگی به عنوان معاون شورای فرهنگی جنبش جوانان جوزجان, رییس اطلاعات و فرهنگ ولایت جوزجان و استاد انستیتوت پیداگوژی "امیر علی شیر نوایی" جوزجان ایفای وظیفه نمود.
در دوران حکومت قبلی طالبان در افغانستان(1994 – 2001) , در جمهوری اوزبیکستان اقامت گزید و چند سالی در اکادمی علوم جمهوری اوزبیکستان در انستیتوت زبان و ادبیات وظیفه اجراء نمود, و با " فوند بین المللی بابر" و اداره همکاری های بی غرض امریکا در آسیای مرکزی (ΚΑFE)در زمینه های فرهنگی همکاری داشت.
با سقوط حاکمیت طالبان در افغانستان, به کشور بازگشت, و در بخش زبان و ادبیات اوزبیکی در ریاست انکشاف نصاب تعلیمی و تالیف کتب درسی وزارت معارف به حیث ویرایش گر و مؤلف کتب درسی اوزبیکی وظیفه انجام داد. بعد مدت چند سالی در کمیسیون حقوق بشر و رادیو تلویزیون خصوصی "ستاره" وظیفه اجرا نمود.
حلیم یارقین از دوران مکتب و دانشگاه به شعر، ادب، فولکلور و تاریخ علاقه گرفت و به ویژه به مطالعه و آموزش زبان، ادبیات و فرهنگ اوزبیکی پرداخت. دیری نگذشت که پس از فراغت از تحصیل دانشگاهی و اشغال وظیفه, خود نیز به جمع آوری فرهنگ مردم اوزبیک (ادبیات شفاهی,رسوم, عنعنات, بازیها, باور ها و....) پرداخت, و آنها را در مطبوعات کشور به نشر سپرد.
همچنان او به نوشتن و ترجمه مقالات علمی و پژوهشی در سایر زمینه های مربوط به تاریخ , ادبیات و فرهنگ ترکان به صورت عام, در مورد اوزبیکان به طور خاص دست یازید.
مقالات، نوشته ها و ترجمه های گوناگون حلیم یارقین در مجلات و روزنامه های معتبر کشور مانند: عرفان، خراسان، هنر، فرهنگ مردم، کتاب، آریانا، کابل، ملیت های برادر، آواز، آیدین، سباوون، ژوندون، غرجستان، هرات باستان، افغانستان امروز، انیس، هیواد، پیام امروز، میهن، یولدوز، جوزجانان، فاریاب، بیدار و آیدین سرپل به زبان اوزبیکی, دری, پشتو و انگلیسی چاپ شده است.
همچنان، مقالات علمی حلیم یارقین در مطبوعات اوزبیکستان مانند: "اوزبیکستان ادبیاتی و صنعتی "اوزبیک تیلی و ادبیاتی"، "معرفت"، "ادبی میراث"، "تفکر"، "ملی تیکله نیش"، "آواز تاجیک" به چاپ رسیده است. همینگونه در بسیاری از سایت های انترنتی افغانستانی و ایرانی و صفحات فیسبوک نوشته های او نشر گردیده است.
حلیم یارقین در بیش از 20 سمپوزیوم, سمینار و کنفرانس علمی, ملی و بین المللی در داخل و کشور های اوزبیکستان, ایران, و ترکیه اشتراک نموده, به سخنرانی و ارائه مقالات پرداخته است.
حلیم یارقین افزون بر کار های پژوهشی و علمی در گسترده ادبیات بدیعی, به ویژه طنز نیز قلم می زند. از او تا کنون 6 عنوان کتاب طنز اوزبیکی و 3 کتاب طنز دری و یک مجموعه طنز های اوزبیکی ترجمه که جمله 10 عنوان اثر, به چاپ رسیده است.
آثار علمی و پژوهشی چاچ شده حلیم یارقین در زمینه های تاریخ, فرهنگ و ادبیات اوزبیکی نزدیک به 20 اثر است. شمار مقالات علمی نشر شده او در همین زمینه های در مطبوعات و سایت های انترنتی داخل و بیرون مرزی به بیشتر از 100 عنوان میرسد.
حلیم یارقین در "انجمن نویسنده گان افغانستان"، "انجمن فرهنگی امیر علیشیر نوایی"، "انجمن قلم افغانستان"، "انجمن فرهنگی بابر"، "کمیسیون فرهنگ وزارت اطلاعات و فرهنگ" و "شورای فرهنگی جنبش جوزجان" عضویت و همکاری داشت.
حلیم یارقین زبان مادری خود اوزبیکی و زبان های دری و پشتو را می داند و با انگلیسی هم بلدیت دارد. نوشته هایش به طور عموم به زبان های اوزبیکی و دری است.

## جوایز و مکافات:
محمد حلیم یارقین در مدت بیشتر از ۴۵ سال کار و فعالیت علمی, پژوهشی و نویسندگی خود, شماری از جوایز و مکافات موسسات و ادارات علمی فرهنگی را در داخل و خارج کشور جایز گردیده است.
| شماره | دست آورد ها | مرجع                     | سال       |
| ۱     | جایزه و لوح تقدیر بخاطر تالیف مشترک فرهنگ اوزبیکی به فارسی با شفیقه یارقین به عنوان کتاب فصل سال در نمایشگاه بین المللی کتاب در تهران. | دولت جمهوری اسلامی ایران | ١٣٨٦ هجری |
| ۲     | جایزه اول در طنز نویسی مجله "مشتوم" و جریده فکاهی "افندی"                                                                              | جمهوری اوزبیکستان        | ١٣٨٦ هجری |
| ۳     | جایزه و تقدیرنامه "فوند بین المللی بابر" به خاطر تألیف رساله "خط بابری" و تحقیقات در مورد بابر و بابریان.                              | جمهوری اوزبیکستان        | ١٣٨٣ هجری |
| ۴     | جایزه دوم بخاطر تالیف کتاب بازی های عامیانه اوزبیکان جوزجان, وزارت اطلاعات و فرهنگ.                                                    | جمهوری اسلامی افغانستان  | ١٣٦٩ هجری |
| ۵     | جایزه اول رادیو تلویزیون جمهوری اوزبیکستان در مسابقه رادیویی به مناسبت چهلمین سالگرد پیروزی بر فاشیزم هتلری،                           | جمهوری اوزبیکستان        | ۱۳۶۴ هجری |

## آثار محمد حلیم یارقین[۳]:
آقای یارقین, نویسنده ۱۱کتاب طنز بوده که از جمله ۷ به زبان اوزبیکی هست. 
| شماره                     | دست آورد ها                                                                                           | سال چاپ                                                  |
| ۱                         | بازی های عامیانه اوزبیکان جوزجان (به زبان دری و اوزبیکی)                                              | ۱۳۶۹هجری                                                 |
| ۲                         | شیوه های تداوی های عامیانه اوزبیکان سرپل                                                              | ۱۳۶۶هجری                                                 |
| تاریخی و اتنوگرافی        | |                                                          |
| ۳                         | دو سیمای درخشان سیاسی اوزبیک(دری)                                                                     | ۱۳۹۲هجری                                                 |
| ۴                         | اطلس اتنوگرافی اقوام ولایت جوزجان(دری و اوزبیکی)                                                      | ۱۳۸۹هجری                                                 |
| ۵                         | برگ هایی از تاریخ اوزبیکان افغانستان                                                                  | چاپ اول: ۱۳۸۴ هجری چاپ دوم: ۱۳۸۸ هجری چاپ سوم: ۱۳۹۲ هجری |
| ۶                         | تدریس و آموزش در مکاتب خانگی جوزجان(رساله به دری و اوزبیکی)                                           | ۱۳۶۲هجری.                                                |
| ادبیات شناسی و زبان شناسی | |                                                          |
| ۷                         | اوزبیک تیلی فرازیولوژیک سوزلیگی                                                                       | ۱۳۹۲هجری                                                 |
| ۸                         | کتابنامه (اوزبیکی)، کتالوگ کتاب های چاپی اوزبیکی به خط عربی در 50 سال اخیر، شامل 204 عنوان کتاب مختلف | ۱۳۸۹هجری                                                 |
| ۹                         | بابری خط (اوزبیکی)                                                                                    | ۱۳۸۴هجری                                                 |
| کتاب های طنز              | |                                                          |
| ۱۰                        | بیز نیگه اوروشه‌میز                                                                                    | ۱۳۹۹ هجری                                                |
| ۱۱                        | حاجی تریشر!                                                                                           | ۱۳۹۲هجری                                                 |
| ۱۲                        | بو اوشه بیچاره گینه!                                                                                  | ۱۳۹۲هجری                                                 |
| ۱۳                        | راز تشناب ها!                                                                                         | ۱۳۹۲هجری                                                 |
| ۱۴                        | نمایش عجیب!                                                                                           | ۱۳۹۲هجری                                                 |
| ۱۵                        | کمپاین سگ های ولکرد!                                                                                  | ۱۳۹۲هجری                                                 |
| ۱۶                        | ده یدی ایتلر کمپاینی!                                                                                 | ۱۳۸۹هجری                                                 |
| ۱۷                        | سوکیش هم پول بولر ایکن!                                                                               | ۱۳۸۹هجری                                                 |
| ۱۸                        | وکالت دغدغه لری!                                                                                      | ۱۳۸۶هجری                                                 |
| ۱۹                        | ینگی رئیس هم کیلدی!                                                                                   | ۱۳۸۶هجری                                                 |
| ۲۰                        | بیز اعلانلر تخته سی میز!                                                                              | ۱۳۸۶هجری                                                 |

## تألیفات مشترک با دوکتور شفیقه یارقین:
| شماره | دست آورد ها                                                               | سال      |
| ۱     | فرهنگ اوزبیکی به فارسی (دری و اوزبیکی) دوجلد (حدود چهل هزار واژه و ترکیب) | 1386هجری |
| ۲     | در باره زبان، خط و فرهنگنویسی ترکی اوزبیکی) به دری و اوزبیک(              | 1385هجری |
| ۳     | ترکی آتلر سوزلیگی) به اوزبیکی)                                            | 1376هجری |
| ۴     | بابر منگولیگی( اوزبیکی و دری)                                             | 1372هجری |
| ۵     | سیمای میرعلیشیر نوایی )دری و اوزبیکی(                                     | 1369هجری |